# Vlasta Fabianova
Vlasta Fabianova, née le 29 juin 1912 à Lviv et morte le 26 juin 1991 à Prague, est une actrice tchécoslovaque.

## Biographie
Née à Lviv dans une famille de procureur de la branche locale de la Banque centrale de la République tchèque, elle déménage à Prague avec sa mère en 1914, son père revenant de la Première Guerre mondiale en 1917. Elle est diplômée du département d'art dramatique du Conservatoire de Prague (1928-1932) et travaille brièvement au Švandovo divadlo na Smíchově (cs) et au Théâtre Akropolis de Žižkov avant d'exercer, de 1932 à 1941, au Théâtre d'État de Brno. Elle est ensuite engagée au Théâtre national de Prague le 1er août 1941. Elle y travaille sous la direction de plusieurs metteurs en scène comme Karel Dostal (cs), Antonín Dvořák, Jiří Frejka (cs), Jindřich Honzl, Otomar Krejča, Miroslav Macháček, Jaromír Pleskot (cs), Alfréd Radok et František Salzer (cs), jusqu'à sa retraite en 1977. Elle aura interprété plus d'une centaine de rôle.
Actrice aristocratique à la voix veloutée et captivante, dotée d'une culture orale raffinée, elle commence très tôt à enseigner le théâtre aux jeunes acteurs, d'abord au Conservatoire de Prague (1947), puis à la DAMU où elle est nommée professeure associée, puis professeure en 1964. C'est aussi une récitante recherchée et, grâce à ses talents vocaux, elle travaille souvent à la radio et dans le doublage. Elle joue également dans des productions télévisées et au cinéma.
Son mari était le directeur de radio Josef Bezdíček (cs) (1900-1962). Après sa mort, elle épouse l'acteur du Théâtre national Bohuš Záhorský (cs) (1906-1980) en 1971.
Sa cousine est la scénographe et artiste Věra Fridrichová (1919–1978), son oncle Miroslav Fridrich (1884–1964) est compositeur et artiste. et son grand-père, František Fridrich (1856–1933), était chef d'orchestre et compositeur de musique militaire et a fourni le premier arrangement de l'hymne national.
Elle est enterrée au cimetière de Vyšehrad à Prague dans une tombe désignée comme le « Monument aux acteurs tchèques », qui a été inauguré en 1999 et est sous la responsabilité conjointe de l'Herecká asociace (cs) (association des acteurs) et de la Nadace Život umělce.

## Filmographie
- 1940 : Pohádka máje : la propriétaire du Reich
- 1940 : Druhá směna : Marie Gregorová
- 1941 : Rukavička : Madame Zejdová
- 1943 : Tanečnice : Marie Luisa
- 1945 : Prstýnek : la princesse Andresová
- 1945 : Bludná pouť, film inachevé : Eva Daubnerová
- 1946 : Housle a sen : Anna Zásmucká
- 1947 : Znamení kotvy  Černá Fanka
- 1947 : Křižovatka, film inachevé : Kristina Prokopová
- 1948 : Krakatit : une fille voilée et membre d'une organisation terroriste
- 1949 : Revoluční rok 1848 : Božena Němcová
- 1949 : Červená ještěrka : Erna
- 1952 : Velké dobrodružství : Ellen
- 1953 : Nástup : Dejmková
- 1953 : Jestřáb kontra Hrdlička : Hrdličková
- 1955 : Anděl na horách : Matoušková
- 1958 : Morálka paní Dulské : Juljaševičová
- 1958 : Páté kolo u vozu : Janurová
- 1960 : Srpnová neděle : Mixová
- 1961 : Vlasta Fabiánová, film documentaire
- 1966 : Fantom Morrisvillu : Arabella
- 1977 : Setkání v červenci : la mère d'Edov
- 1978 : Báječní muži s klikou : Emilie Kolářová-Mladá
- 1979 : Koncert na konci léta : la comtesse Eleonora
- 1982 : Sůl nad zlato : la mère adoptive
- 1983 : A csoda vége : Kamilla
- 1984 : Barrandovské nokturno aneb Jak film zpíval a tančil : une invitée
- 1986 : Velká filmová loupež : une invitée

## Télévision
- 1957 : Starý bručoun : Marcolina
- 1958 : Mračno : Kateřina
- 1959 : Radúz a Mahulena : Runa
- 1961 : Jobova noc : narratrice
- 1963 : Romance štědrovečerní
- 1964 : Nápadníci trůnu : Ragenhild
- 1964 : Fiorenza
- 1965 : Samota : Helena Tolarová
- 1967 : Malá Dorritka : Klenamová
- 1967 : Psí pohádka : la grand-mère
- 1969 : Popel : la mère
- 1969 : Kdo zachrání hořící les
- 1970 : Klára a Angelika : Klára
- 1971 : Zločin na Zlenicích hradě : Blažena
- 1971 : Lidé na křižovatce : Vítová
- 1971 : Kriminální tango : Kingseppová
- 1973 : Tichý svědek : Eliška Zavřelová
- 1973 : Pohádky malé harfy : la guide des contes de fées
- 1974 : Princ Chocholouš : la nounou
- 1974 : Lekce z přítomnosti : la professeure Tomanová
- 1974 : Tribun lidu : la belle-mère
- 1974 : Svět vody : la mère
- 1975 : Vlivná osoba : Lilian
- 1975 : Ať hodí kamenem : la professeure Kačenka
- 1976 : Dítě (Bakaláři 1976) : la mère de l'enseignant
- 1976 : Petřička : la servante Adéla
- 1976 : Úschovna klíčů, pilote de série
- 1976 : Holka modrooká : la grand-mère
- 1976 : Podzemí svobody : Komturka da Tore
- 1977 : Tetinka : Nováková
- 1977 : Kremelský orloj : Anna
- 1977 : Smuteční hudba za padlé hrdiny : la mère de Rejchov
- 1978 : Zákony pohybu (série télévisée, épisodes 1, 4 et 6) : la mère d'Hájkov
- 1978 : Zip (Bakaláři 1978) : la mère
- 1979 : Pastýřská pohádka : Stařena
- 1980 : Odpolední návštěva : la mère Rut
- 1980 : Jak namalovat ptáčka : la professeur de musique
- 1981 : Královna bludiček : la tante Ambrozů
- 1981 : Dějiny jednoho dne : la petite logeuse
- 1981 : Hastrmani : grand-mère Kalnáčová
- 1981 : Na konci je začátek : Kamila
- 1982 : Má dáti, dal : la propriétaire
- 1982 : Kočičí hra : Gizela
- 1983 : Zuzana Vojířová (opéra télévisé) : la grand-mère
- 1983 : Hrdinové okamžiku : Marie Ryšavá
- 1983 : Modrý telefon : une actrice
- 1984 : Budulínek-Mandelinka : la grand-mère
- 1985 : Kdo zachrání kovboje : Madame Doylov
- 1986 : Prstýnek bez kamínku : la grand-mère
- 1987 : Znění zlatého zvonku : Věštkyně
- 1987 : Polom v bezvětří (série télévisée, épisode 3) : la mère de Valentíkov
- 1987 : V kleštích : tante Olga
- 1987 : Paví pírko : Marraine
- 1989 : Dobrodružství kriminalistiky (série télévisée, épisode Rekonstrukce) : Eleonora Rawlinsonová

## Publication
- 1993 : Jsem to já?, Odeon, Prague.

## Récompenses et distinctions
- 1958 : Vyznamenání Za vynikající práci (cs)
- 1961 : Zasloužilý umělec